# Cratere Leila
Leila  è un cratere sulla superficie di Venere.